# Constante de Madelung
Pour les articles homonymes, voir Madelung.

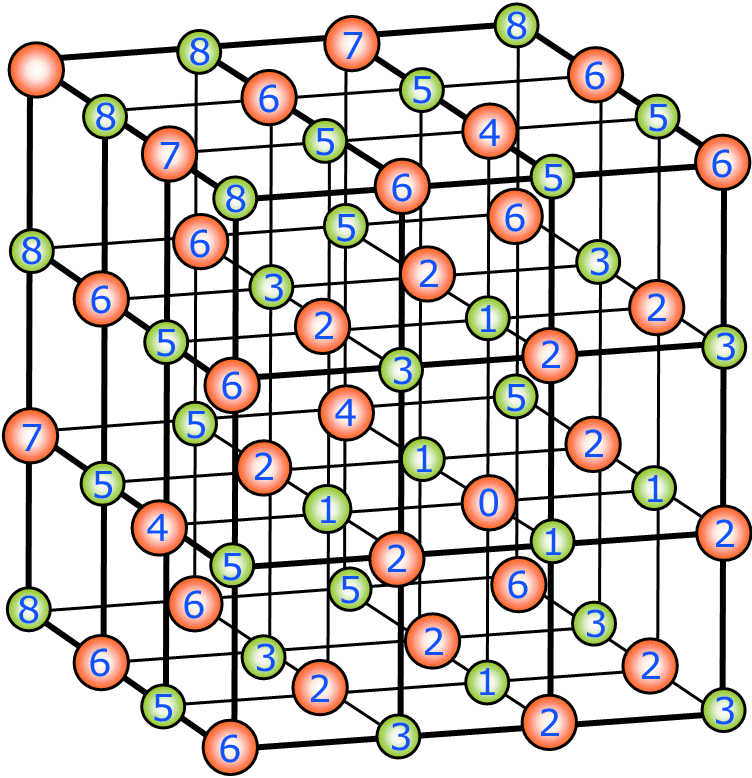
La constante de Madelung est calculée pour l'ion NaCl marqué 0 dans la méthode des sphères en expansion. Chaque chiffre désigne l'ordre dans lequel il est additionné. Notez que dans ce cas, la somme est divergente, mais il existe des méthodes de sommation qui donnent une série convergente.

La constante de Madelung intervient dans l'étude des cristaux ioniques. Elle permet de quantifier le potentiel électrostatique créé en un des ions du cristal par l'ensemble des autres ions. Elle est sans unité.
Le calcul de ce potentiel somme le potentiel créé par les premiers voisins d'un ion quelconque (potentiel attractif), celui créé par ses seconds voisins (potentiel répulsif puisqu'il s'agit alors d'ions de même signe), celui créé par ses troisièmes voisins, etc. Ce calcul met en jeu une série (infinie) de termes alternativement positifs et négatifs de laquelle la composante géométrique peut être mise en facteur. Cette composante est caractéristique de la géométrie de la maille.
Elle doit son nom au physicien allemand Erwin Madelung (1881 - 1972).
La série n'est pas absolument convergente et converge lentement.

## Calcul théorique
Si l'on étudie une simple chaîne linéaire constituée d'une alternance d'ions positifs et d'ions négatifs, la constante de Madelung se calcule bien. Si on pose {\displaystyle \phi (0)} le potentiel en 0 que l'on veut déterminer, a la distance entre les ions et q leur charge, on a :
{\displaystyle \phi (0)=2\sum _{k=1}^{\infty }V_{k}=2\sum _{k=1}^{\infty }{\frac {(-1)^{k}q^{2}}{4\pi \epsilon _{0}ka}}=2{\frac {q^{2}}{4\pi \epsilon _{0}a}}\sum _{k=1}^{\infty }{\frac {(-1)^{k}}{k}}=-2{\frac {q^{2}}{4\pi \epsilon _{0}a}}\ln(2).}
Le calcul de la série finale s'obtient par le développement en série entière du logarithme népérien.
Pour les cas bi- ou tri-dimensionnels, le calcul théorique est plus complexe. Il consiste en l'évaluation d'une somme de la forme {\displaystyle \sum _{i=-\infty }^{\infty }\sum _{j=-\infty }^{\infty }\sum _{k=-\infty }^{\infty }{\frac {(-1)^{i+j+k}}{\sqrt {i^{2}+j^{2}+k^{2}}}}}